# Francis Frederick
Francis Harland "Frank" Frederick, född 28 februari 1907 i Alameda i Kalifornien, död 2 maj 1968 i Berkeley, var en amerikansk roddare.
Frederick blev olympisk guldmedaljör i åtta med styrman vid sommarspelen 1928 i Amsterdam.